# WANDS BEST LIVE & CLIPS
『WANDS BEST LIVE & CLIPS』は、ビーイングからリリースされたWANDSのライブ＆ミュージック・ビデオ集である。

## 概要
ビーイングより発売された『BEST LIVE & CLIPS』シリーズのひとつ。WANDSは解体時に「BEST OF WANDS VIDEO HISTORY」をリリースしていたが、PVは第三期のPV収録に偏っていたり、ライブ映像での代替など決定版とは言えなかった。今作ではデビュー曲「寂しさは秋の色」～解体直前の「「今日、ナニカノハズミデ生きている」」までの全シングルのPV収録が実現、今まで未商品化だったライブ映像も多数収録され、音源もリマスタリングされているため、クリップ集の決定版となっている。

## 収録曲

### Disc 1
1. 天使になんてなれなかった (VIDEO SHOOTING LIVE 1993/12/8 渋谷ON AIR EAST)
2. もう 自分しか愛せない (VIDEO SHOOTING LIVE 1993/12/8 渋谷ON AIR EAST)
3. 寂しさは秋の色 (VIDEO SHOOTING LIVE 1993/12/8 渋谷ON AIR EAST)
4. Mr.JAIL (LIVE-JUNK#1 KEEP MY ROCK'N ROAD 1994/6/22 渋谷公会堂)
5. Jumpin' Jack Boy (LIVE-JUNK#1 KEEP MY ROCK'N ROAD 1994/6/22 渋谷公会堂)
6. もっと強く抱きしめたなら (VIDEO SHOOTING LIVE 1993/12/8 渋谷ON AIR EAST)
7. Keep My Rock'n Road (VIDEO SHOOTING LIVE 1993/12/8 渋谷ON AIR EAST)
8. ありふれた言葉で (VIDEO SHOOTING LIVE 1993/12/8 渋谷ON AIR EAST)
9. 時の扉 (VIDEO SHOOTING LIVE 1993/12/8 渋谷ON AIR EAST)
10. Secret Night -It's My Treat- (LIVE-JUNK#2 PIECE OF MY SOUL 1995/5/25 中野サンプラザ)
11. PIECE OF MY SOUL (LIVE-JUNK#2 PIECE OF MY SOUL 1995/5/25 中野サンプラザ)
12. 星のない空の下で (VIDEO SHOOTING LIVE 1993/12/8 渋谷ON AIR EAST)
13. Good Sensation (VIDEO SHOOTING LIVE 1993/12/8 渋谷ON AIR EAST)
14. Little Bit... (LIVE-JUNK#2 PIECE OF MY SOUL 1995/5/25 中野サンプラザ)
15. 世界中の誰よりきっと ～Album Version～ (VIDEO SHOOTING LIVE 1993/12/8 渋谷ON AIR EAST)
16. Cloudy Sky (VIDEO SHOOTING LIVE 1993/12/8 渋谷ON AIR EAST)
17. FLOWER (LIVE-JUNK#2 PIECE OF MY SOUL 1995/5/25 中野サンプラザ)
18. MILLION MILES AWAY (LIVE-JUNK#2 PIECE OF MY SOUL 1995/5/25 中野サンプラザ)
19. 愛を語るより口づけをかわそう (LIVE-JUNK#1 KEEP MY ROCK'N ROAD 1994/6/22 渋谷公会堂)
20. 世界が終るまでは… (LIVE-JUNK#1 KEEP MY ROCK'N ROAD 1994/6/22 渋谷公会堂)

### Disc 2
1. 寂しさは秋の色
  - フルサイズでの収録。音源は『WANDS BEST 〜HISTORICAL BEST ALBUM〜』収録のリミックスバージョンに差し替えられている。
2. ふりむいて抱きしめて
  - フルサイズでの収録。
3. もっと強く抱きしめたなら
  - フルサイズでの収録。第1期のPVを収録。大島こうすけは今作までの参加。後に同じビーイング所属であるDAIGOが「Deing」でカバーした際に、当該PVと全く同一の場所・シチュエーションでPVを再現し撮影している[1][2]。
4. 時の扉 (TVオンエア・サイズ)
  - 「No.」などで放送された映像をほぼそのまま収録。前作「BEST OF WANDS VIDEO STORY」ではほぼDISCOGRAPHYで消費され映像部分が少なかったため、事実上の初商品化。
5. 愛を語るより口づけをかわそう (TVオンエア・サイズ)
  - 「No.」で放送されたサイズ。カップリングの「…でも君をはなさない」のレコーディングの様子を捉えた映像。直接の歌唱映像は入っていない。
6. 恋せよ乙女 (TVオンエア・サイズ)
  - レコーディングスタジオで「恋せよ乙女」をモノクロか青白い効果を交互でプラスして1番を歌唱する映像。初商品化。
7. Jumpin' Jack Boy (TVオンエア・サイズ)
  - レコーディンスタジオで3人で1番を全て歌唱する映像で、発売前までのバージョン。発売後は当該曲のPVは1993年開催の「VIDEO SHOOTING」でのライブ映像での代替に差し替わっているため、当該バージョンは初商品化となる。
8. White Memories (TVオンエア・サイズ)
  - 「No.」や「CD NEWS」などで限られた回数しか放送されていない。レコーディンスタジオで歌唱する映像とレコーディングの様子の混合。初商品化。
9. Cloudy Sky (TVオンエア・サイズ)
  - 1993年の「VIDEO SHOOTING」でのライブ映像にCD音源をかぶせたものと別のライブ映像を混合して別編集としているため、DISC.1の同曲とは別映像となる。
10. 天使になんてなれなかった (TVオンエア・サイズ)
  - レコーディンスタジオで1番全てを歌唱する様子(カラー)とレコーディングの様子(白黒)の混合。オープニングから1番サビまでの映像。SINGLES COLLECTION+6の全曲紹介のPVとして使用された。
11. 星のない空の下で (TVオンエア・サイズ)
  - 街の様子をビル上や高速道路上から撮影した映像を中心に、上杉が学校で談笑する映像などを収録。ラストにアルバム「時の扉」のジャケットが登場する。
12. ガラスの心で (TVオンエア・サイズ)
  - 当時のファンクラブ「WANDER-LAND」のインタビューに答える様子など会報作成の裏側を中心に収録。
13. Secret Night -It's My Treat- (TVオンエア・サイズ)
  - シングルジャケット撮影のメイキングに合わせて、上杉が真っ暗の背景でレコーディングマイクを前に1番全てを歌唱する映像。
14. PIECE OF MY SOUL (TVオンエア・サイズ)
  - メンバーは登場せず、イメージ映像のみ。
15. FLOWER (TVオンエア・サイズ)
  - アルバム「PIECE OF MY SOUL」のリードPV。ライブ撮影に望む様子のメイキング映像に青白い効果を付けて収録。歌唱映像は入っていない。
16. WORST CRIME〜About a rock star who was a swindler〜 (TVオンエア・サイズ)
  - 発売後に公開された、メンバー全員で真っ黒な背景で1番全てを歌唱する映像。映像のラストで2番のAメロの歌唱映像が一瞬映るため、2番まで撮影されたフルPVの存在が示唆されている。今作が初商品化。音源は『WANDS BEST 〜HISTORICAL BEST ALBUM〜』収録のリミックスバージョンに差し替えられている。
17. Same Side
  - フルサイズのクリップ。「BEST OF WANDS VIDEO HISTORY」にあったメイキングは入っていない。
18. 錆びついたマシンガンで今を撃ち抜こう (TVオンエア・サイズ)
  - ここから第3期のPV。「No.」などで放送されたバージョンをそのまま収録。1番OPから最後までのサイズ。
19. Brand New Love
  - 各メンバーを蛍光灯ライトが取り囲むように配置された状態で歌唱する映像。フルサイズでの収録。
20. 明日もし君が壊れても
  - フルサイズでの収録。サングラスを装着したボーカルの和久が真っ暗の倉庫で歌唱する様子とメンバーが演奏する姿をクロスさせるように収録した映像。
21. 「今日、ナニカノハズミデ生きている」 (TVオンエア・サイズ)
22. DON'T CRY
  - ボーカルの上杉がブラウン管のTVに映るPVをソファで眺めている映像から始まり本編PVに移行するが、曲の終盤で上杉がクッションをTVに投げつけ曲が突然終了し、次曲の「世界が終るまでは…」PVに繋がる。
23. 世界が終るまでは…
  - 前曲の「DON'T CRY」からストーリーが繋がっていて、同じ外国人が登場する。飛行機の格納庫で撮影されたフルPV。実質のボーナス映像扱い。ラストは格納庫が徐々に開き、全開になった後に上杉が後ろを向いたままマイクを投げ捨てて終了する。
24. Secret Night -It's My Treat-
  - 完全初公開のPV。メンバーが架空のテレビ番組に出演している様子。スーツを着用した普段のWANDSのイメージとは程遠い扮装でマイクから不動で歌唱し始めるが、徐々に普段のWANDSのイメージに映像が近づき、サビになると完全に当時のWANDSのオルタナティブなイメージへと変貌する。1995年当時はロックやオルタナティブに傾倒するメンバーと、ポップ路線を望むプロデューサーやリスナー・ファンとのギャップがあった時期である。お蔵入りとなっており、今作でそのPVの存在が初公開となった。フルサイズでの収録。